# حسن‌آباد رویین‌تن
حسن‌آباد رویین‌تن یا حسین‌آباد روئین‌تن روستایی در دهستان سرفیروزآباد بخش فیروزآباد شهرستان کرمانشاه استان کرمانشاه ایران است.

## جمعیت
بر پایه سرشماری عمومی نفوس و مسکن در سال ۱۳۹۵ جمعیت این روستا ۳۵ نفر (۱۲خانوار) بوده‌است.